# Samba, Burkina Faso
Samba là một tổng của tỉnh Passoré ở bắc trung bộ Burkina Faso. Thủ phủ của tổng này là thị xã Samba. Dân số năm 2006 là 35.705 người.

## Các thị xã và các làng
Basbédo, Basgouèma, Bastioua, Batono, Bouré, Dakola, Ilialé, Itian, Kao, Kassila, Kies, Koulwéogo, Kourono, Koussana, Manezago, Mesga, Ouaguissi, Pella, Rouly, Somyalguem, Thebo và Toessin.